# Solange Sanfourche
Solange Sanfourche, född 18 juli 1922 i Carsac-Aillac, Frankrike, död 12 juni 2013 i Sarlat-la-Canéda, var en fransk motståndskämpe under andra världskriget. Sanfourche gifte sig i Périgueux 1945 med Édouard Valéry, avdelningschef för motståndsrörelsen under andra världskriget. Sanfourche, vars nom de guerre var Marie-Claude, var sekreterare, typist och sambandsman. Under ockupationen hade familjen Sanfourche inrymt och dolt dussintals hemliga stridande i Périgueux, som Gestapo eller den franska milisen ville komma åt.